# Émile Léonard Mathieu
Émile Léonard Mathieu, francoski matematik, * 15. maj 1835, Metz, Francija, † 19. oktober 1890, Nancy, Francija.
Mathieu je najbolj znan po svojem delu iz teorije grup in matematične fizike. 

## Življenje in delo
Diplomiral in doktoriral je na École polytechnique v Parizu.
Napisal je Razpravo o matematični fiziki (Traité de physique mathématique) v šestih delih. V prvem delu je podal tehnike za reševanje diferencialnih enačb matematične fizike in uporabo Mathieujevih funkcij v elektrostatiki. Drugi del vsebuje kapilarnost, tretji in četrti del elektrostatiko in magnetostatiko, peti elektrodinamiko, šesti pa elastičnost.

## Dela
- Traité de physique mathématique (6 vols.) (Gauthier-Villars, 1873-1890)
- Dynamique Analytique (Gauthier-Villars, 1878)

## Priznanja

### Poimenovanja
Po njem se imenuje asteroid glavnega pasu 27947 Emilemathieu.